# Manly Vale, New South Wales
Manly Vale este o suburbie în Sydney, Australia.